# Phytomyza himachali
Phytomyza himachali är en tvåvingeart som beskrevs av Singh och Garg 1970. Phytomyza himachali ingår i släktet Phytomyza och familjen minerarflugor. Inga underarter finns listade i Catalogue of Life.